# SpaceX Crew-9
SpaceX Crew-9 — девятый пилотируемый полёт американского космического корабля Crew Dragon C212 (Фридом — 4-й полёт) компании SpaceX в рамках программы NASA Commercial Crew Program. Корабль доставил двух членов экипажа миссии Crew-9 и космических экспедиций МКС-72 на Международную космическую станцию (МКС), а также вернул в марте 2025 года на Землю двух членов экипажа миссии Boe-CFT, которые задержались на МКС из-за неисправности их корабля CST-100 Starliner. 
Запуск космического корабля Crew Dragon осуществлён 28 сентября 2024 года в 20:17:21 по московскому времени с помощью ракеты-носителя Falcon 9 Block 5 со стартового комплекса площадки SLC-40 Базы Космических сил США на мысе Канаверал в штате Флорида.

## Экипаж
| Астронавт              | Должность                   | № полёта               | Организация            |
| Основной экипаж старта | Основной экипаж старта      | Основной экипаж старта | Основной экипаж старта |
| ---------------------- | --------------------------- | ---------------------- | ---------------------- |
| Ник Хейг               | Командир, пилот             | 3                      | НАСА                   |
| Александр Горбунов     | Специалист полёта           | 1                      | Роскосмос              |
| Дублёры                |                             |                        |                        |
| Кирилл Песков          | Специалист полёта           | 1                      | Роскосмос              |
| Экипаж посадки         |                             |                        |                        |
| Ник Хейг               | Командир, пилот             | 3                      | НАСА                   |
| Александр Горбунов     | Специалист полёта           | 1                      | Роскосмос              |
| Барри Уилмор           | член экипажа миссии Boe-CFT | 3                      | НАСА                   |
| Сунита Уильямс         | член экипажа миссии Boe-CFT | 3                      | НАСА                   |

### Формирование экипажа

Экипаж корабля, который готовился к полёту до сентября 2024 года: С.Уилсон, А.Горбунов, Н.Хейг, З.Кардман (слева направо)

В январе 2024 года в пресс-релизе НАСА № 24-019 было объявлено о назначении в экипаж экспедиций МКС-72 и космической миссии SpaceX Crew-9 командиром Зену Кардман, пилотом Ника Хейга и специалистом полёта Стефани Уилсон.

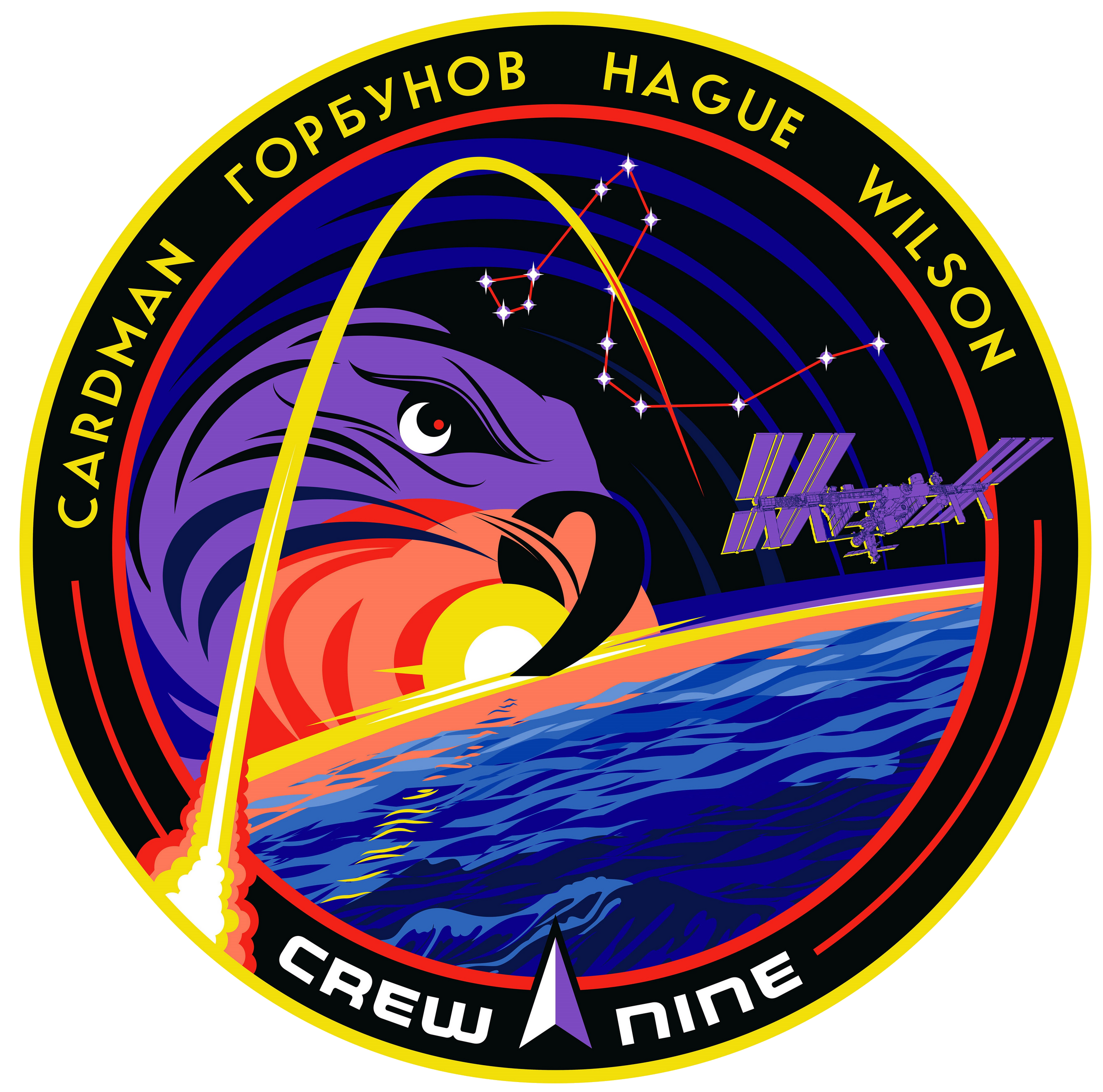
Логотип экипажа корабля до сентября 2024 года

31 января 2024 года НАСА официально сообщило о включении космонавта Роскосмоса Александра Горбунова в состав экипажа корабля Crew Dragon миссии SpaceX Crew-9 (по программе перекрёстных полётов Роскосмоса и НАСА).
В апреле 2024 года участники миссии Crew-9 провели тренировки в Центре подготовки космонавтов имени Ю. А. Гагарина на российском сегменте станции, а в мае в штаб-квартире SpaceX в Хоторне.
12 июля 2024 года главная медицинская комиссия в ЦПК признала Александра Горбунова и его дублёра Кирилла Пескова годными к космическому полёту по состоянию здоровья.
Запуск миссии первоначально был запланирован на 18 августа. Перенос запуска, был связан с планами НАСА по возвращению на Землю корабля CST-100 Starliner миссии Boe-CFT, у которого 6 июня 2024 года во время стыковки с МКС отказали несколько маневровых двигателей и он задержался на МКС. Кроме того, в НАСА отметили, что перенос запуска в рамках миссии Crew-9 позволит SpaceX «избежать конфликта» при пересменке на МКС пилотируемых кораблей «Союз». Затем запуск несколько раз переносили, сначала на 24 сентября, позже на 25 сентября, затем на 26 сентября, а после на 28 сентября из-за непогоды.
30 августа НАСА приняло решение о сокращении экипажа старта миссии  до двух человек. В составе экипажа остались Ник Хейг — командир и пилот корабля, а также Александр Горбунов — специалист полёта. Астронавты Зена Кардман и Стефани Уилсон были выведены из состава экипажа и будут назначены в полёт в будущей миссии. Сокращение численности экипажа корабля была вызвана необходимостью возвращения на нём в феврале 2025 года на Землю двух членов экипажа миссии Boe-CFT, которые задержались на МКС из-за неисправности их корабля CST-100 Starliner.

## Полёт
Запуск космического корабля Crew Dragon C212 (Фридом с миссией SpaceX Crew-9 осуществлён 28 сентября 2024 года в 20:17:21 по московскому времени с помощью ракеты-носителя Falcon 9 Block 5 со стартового комплекса площадки SLC-40 Базы Космических сил США на мысе Канаверал в штате Флорида. Это первый пилотируемый запуск SpaceX с площадки SLC-40. Первая ступень ракеты Falcon 9 FT B1085 (2-й полёт) успешно совершила посадку на площадку LZ-1 на мысе Канаверал.
Выведение корабля Crew Dragon на заданную орбиту и его отделение от второй ступени ракеты-носителя прошли в штатном режиме. 30 сентября в 00:31 мск корабль Crew Dragon пристыковался к узловому модулю «Гармония» американского сегмента МКС.
18 марта 2025 года в 23:57:07 UTC  капсула корабля Crew Dragon миссии Crew-9  с Ником Хейгом и Александром Горбуновым, а также с двумя задержавшимися на МКС из-за аварийного корабля CST-100 Starliner астронавтами НАСА  Сунитой Уильямс и  Барри Уилмором благополучно вернулась на Землю после 17-часового полета с МКС.